# Hofanlage Magelsen 36

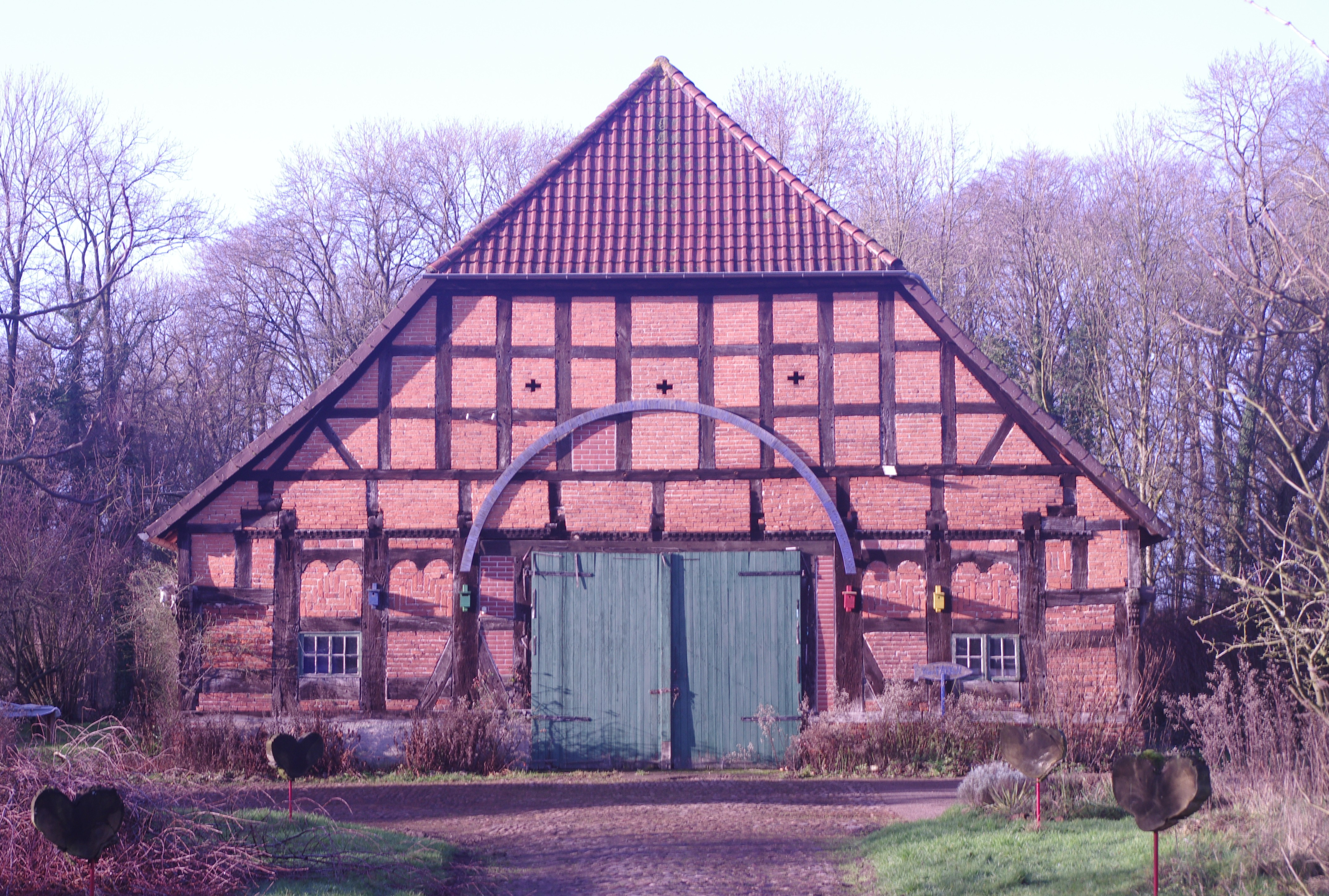
Wohn- und Wirtschaftsgebäude

Die Hofanlage Magelsen 36 in Hilgermissen-Magelsen in der niedersächsischen Samtgemeinde Grafschaft Hoya stammt u. a. vom 18. und 19. Jahrhundert.
Aktuell (2023) wird die Anlage auch landwirtschaftlich genutzt und als Psychotherapiepraxis.
Die Gebäude stehen unter Denkmalschutz (siehe auch Liste der Baudenkmale in Hilgermissen).

## Beschreibung
Die großzügige Hofanlage um einen fast quadratischen Hof besteht aus:
- dem eingeschossigen giebelständigen Wohn- und Wirtschaftsgebäude vom 18./19. Jahrhundert als Hallenhaus in Fachwerk mit Ziegelausfachungen und Krüppelwalmdach auf einem Sockel und mit einer rechteckigen mittleren Toreinfahrt,
- dem zweigeschossigen Speicher vom 18./19. Jahrhundert in Fachwerk mit Steinausfachungen, auskragendem Obergeschoss und Giebeldreieck sowie Satteldach,
- dem eingeschossigen massiven Wohnhaus vom 19. Jahrhundert auf hohem Sockel und mit Krüppelwalmdach,
- dem freistehenden oktogonalen massiven Taubenturm aus dem 18./19. Jahrhundert und hohem Pyramidendach
- sowie weiteren nicht denkmalgeschützten jüngeren Gebäuden.

Das Landesdenkmalamt befand: „ … geschichtliche Bedeutung … als beispielhafte gewachsene Hofanlage des 18. und 19. Jahrhunderts … .“